# Hynek Kubíček
Hynek Kubíček (* 1947) ist ein ehemaliger tschechoslowakischer Radrennfahrer.

## Sportliche Laufbahn
Kubíček wurde 1969 und 1970 Vize-Meister im Querfeldeinrennen hinter Pavel Krejčí. Für die Tschechoslowakei startete er 1970 und 1971 bei den UCI-Weltmeisterschaften im Querfeldeinrennen. Er beendete die Rennen, konnte aber keine vordere Platzierung erreichen. 1972 gewann er den Grand Prix ZTS Dubnica nad Váhom. 1973 konnte er im britischen Milk-Race einen Tagesabschnitt für sich entscheiden und in der DDR-Rundfahrt hinter dem Sieger Dieter Gonschorek als bester ausländischer Fahrer Dritter in der Gesamteinzelwertung werden.